# Мольнар, Стефан фон
Стефан фон Мольнар (англ. Stephan von Molnár; 26 июня 1935, Лейпциг — 17 ноября 2020, Таллахасси) — американский физик, известный работами по магнитным свойствам материалов и спинтронике.

## Биография
Стефан фон Мольнар родился в Лейпциге, значительную часть детства провёл в сельской местности в Южной Германии. Его мать-еврейка эмигрировала в 1938 году в США; он воссоединился с ней лишь в 1947 году. Посещал школу Стайвесант в Нью-Йорке и Академию Филлипса в Андовере, где увлёкся наукой и театральным искусством. В 1957 году получил степень бакалавра в Тринити-колледже, в 1959 году — степень магистра по физике в Университете Мэна. В 1960 году, после недолгой работы в отделе полимеров компании DuPont, поступил в аспирантуру Чикагского университета, а год спустя последовал за своим научным руководителем Энди Лоусоном (англ. Andy Lawson) в Калифорнийский университет в Риверсайде, где в 1965 году защитил докторскую диссертацию, посвящённую исследованию магнитной анизотропии в сульфиде европия. После защиты стал сотрудником исследовательского центра имени Томаса Дж. Уотсона компании IBM, в 1970—1989 годах возглавлял группу по исследованию кооперативных явлений, а в 1989—1993 годах — группу физики новых структур. В 1994 году перешёл в Университет штата Флорида, где занимал должность профессора физики и одновременно в 1994—2007 годах являлся директором Центра исследования и технологий материалов, а после выхода на пенсию в 2013 году получил статус почётного профессора.
Увлекался музыкой, театром и спортом, был опытным игроком в сквош.

## Научная деятельность
Работы фон Мольнара посвящены в основном исследованию магнитных свойств материалов, в особенности магнитных полупроводников, что способствовало становлению новой науки — спинтроники. В первых работах основное внимание уделялось халькогенидам европия и их производным. В 1967 году фон Мольнар совместно с Лео Эсаки и Филлипом Стайлзом (англ. Phillip Stiles) создал гетероструктуры, состоящие из халькогенида европия между двумя слоями металла, и обнаружил в них спин-зависимое туннелирование электронов и управление током с помощью магнитного состояния полупроводника, что стало первой концептуальной демонстрацией спинтронного устройства. 
В том же 1967 году фон Мольнар с соавторами наблюдал эффект «гигантского отрицательного магнетосопротивления», при котором сравнительно небольшое магнитное поле приводило к существенному (на несколько порядков величины) уменьшению электрического сопротивления образцов селенида европия, легированного гадолинием, вблизи точки Кюри. Для объяснения этого явления фон Мольнар и Тадао Касуя (англ. Tadao Kasuya) ввели представление о новой квазичастице — магнитном поляроне. Концепция магнитного полярона, зарегистрированного в 1987 году учёным с коллегами спектроскопическими методами в разбавленных магнитных полупроводниках, впоследствии позволила описать и ряд других свойств магнитных материалов.
В 1989 году фон Мольнар с коллегами из Японии и США синтезировал первые магнитные полупроводники группы AIIIBV, в частности был продемонстрирован ферромагнетизм арсенида индия, легированного марганцем. Это привело в дальнейшем к широкому использованию таких материалов в спинтронике.
С середины 1990-х годов много внимания уделял междисциплинарным исследованиям, в частности использованию нанотехнологий в биологии. Создал полупроводниковый холловский градиометр для применения в качестве магнитного биосенсора.

## Избранные публикации
- Von Molnár S., Methfessel S. Giant negative magnetoresistance in ferromagnetic Eu{\displaystyle _{1-x}}Gd{\displaystyle _{x}}Se // Journal of Applied Physics. — 1967. — Vol. 38, № 3. — P. 959-964. — doi:10.1063/1.1709702.
- Esaki L., Stiles P.J., Von Molnár S. Magnetointernal Field Emission in Junctions of Magnetic Insulators // Physical Review Letters. — 1967. — Vol. 19, № 15. — P. 852-854. — doi:10.1103/PhysRevLett.19.852.
- Awschalom D.D., Warnock J., von Molnár S. Low-temperature magnetic spectroscopy of a dilute magnetic semiconductor // Physical Review Letters. — 1987. — Vol. 58, № 8. — P. 812-815. — doi:10.1103/PhysRevLett.58.812.
- Penney T., von Molnár S., Kaiser D., Holtzberg F., Kleinsasser A.W. Strongly anisotropic electrical properties of single-crystal YBa{\displaystyle _{2}}Cu{\displaystyle _{3}}O{\displaystyle _{7-x}} // Physical Review B. — 1988. — Vol. 38, № 4. — P. 2918-2921. — doi:10.1103/PhysRevB.38.2918.
- Munekata H., Ohno H., von Molnár S., Segmüller A. Chang L.L., Esaki L. Diluted magnetic III-V semiconductors // Physical Review Letters. — 1989. — Vol. 63, № 17. — P. 1849-1852. — doi:10.1103/PhysRevLett.63.1849.
- Ohno H., Munekata H., von Molnár S., Chang L.L. New III-V diluted magnetic semiconductors // Journal of Applied Physics. — 1991. — Vol. 69, № 8. — P. 6103-6108. — doi:10.1063/1.347780.
- Ohno H., Munekata H., Penney T., von Molnár S., Chang L.L. Magnetotransport properties of p-type (In,Mn)As diluted magnetic III-V semiconductors // Physical Review Letters. — 1992. — Vol. 68, № 17. — P. 2664-2667. — doi:10.1103/PhysRevLett.68.2664.
- Coey J.M.D., Viret M., von Molnár S. Mixed-valence manganites // Advances in Physics. — 1999. — Vol. 48, № 2. — P. 167-293. — doi:10.1080/000187399243455.
- Watts S., Wirth S., von Molnár S., Barry A., Coey J. Evidence for two-band magnetotransport in half-metallic chromium dioxide // Physical Review B. — 2000. — Vol. 61, № 14. — P. 9621-9628. — doi:10.1103/PhysRevB.61.9621.
- Wolf S.A., Awschalom D.D., Buhrman R.A., Daughton J.M., von Molnár S., Roukes M.L., Chtchelkanova A.Y., Treger D.M. Spintronics: A Spin-Based Electronics Vision for the Future // Science. — 2001. — Vol. 294, № 5546. — P. 1488-1495. — doi:10.1126/science.1065389.
- Chen L., Yang X., Yang F., Zhao J., Misuraca J., Xiong P., von Molnár S. Enhancing the Curie temperature of ferromagnetic semiconductor (Ga,Mn)As to 200 K via nanostructure engineering // Nano Letters. — 2011. — Vol. 11, № 7. — P. 2584-2589. — doi:10.1021/nl201187m.